# Drøm (dokumentarfilm)
|  | Denne artikel er oprettet af botten Steenthbot ud fra en ekstern database. Den kan derfor have sproglige fejl eller mangler. Denne skabelon kan fjernes efter kontrol af indholdet. |

Drøm er en dansk dokumentarfilm instrueret af Snobar Avani.

## Handling
Drøm er et barns ukuelig optimistiske fortælling om en flugt fra krig og konflikt, igennem en fremmed og svigefuld verden, i en konstant kamp for at bevare ha°bet og drømmen. En drøm fuld af lys og glæde. En drøm om et bedre liv.